# Friedrich August Benjamin Puchelt

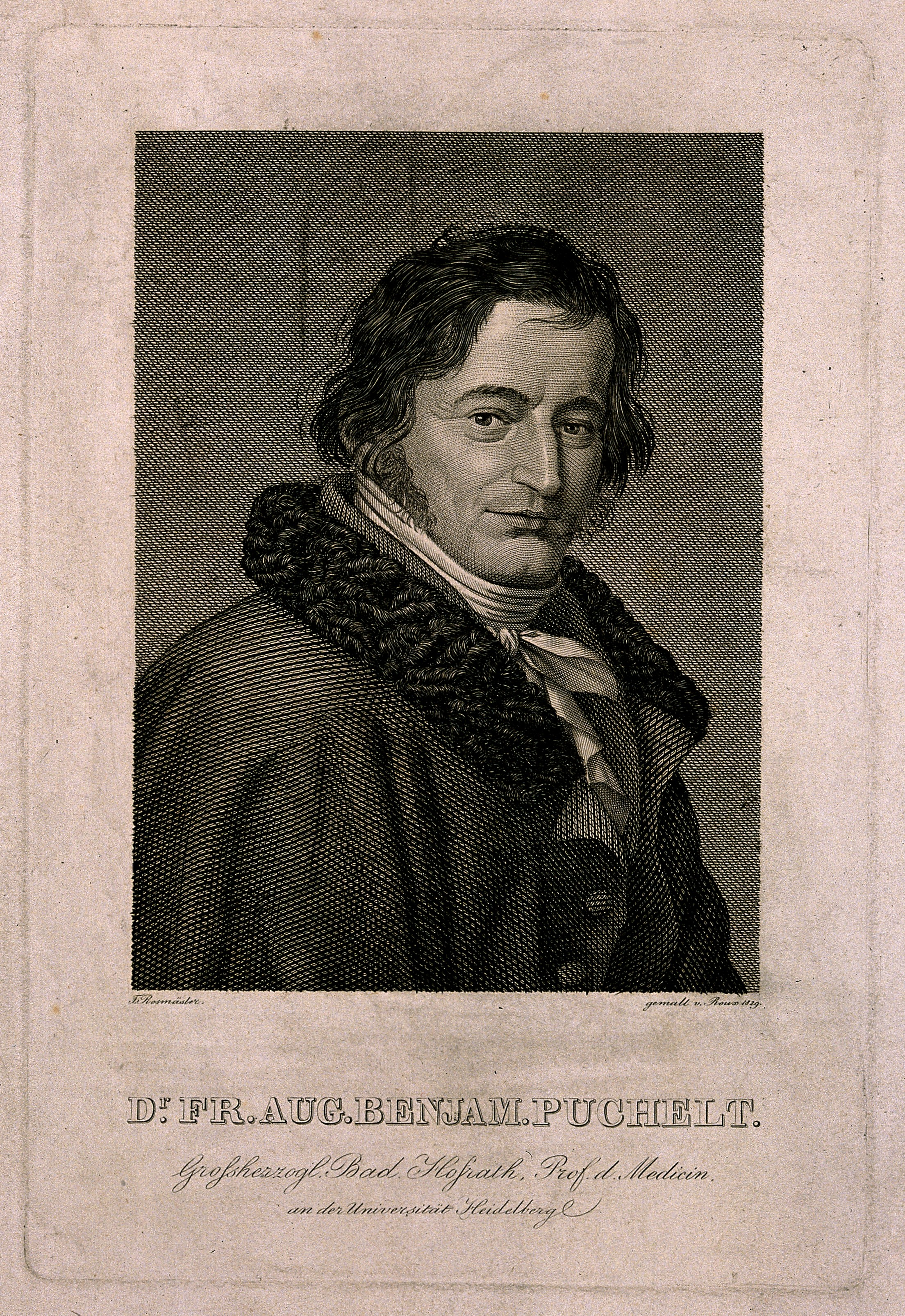
Friedrich August Benjamin Puchelt, vor 1830

Friedrich August Benjamin Puchelt (* 27. April 1784 in Bornsdorf; † 2. Juni 1856 in Heidelberg) war ein deutscher Arzt, Pathologe und Hochschullehrer.

## Leben
Friedrich August Puchelt war Sohn eines Pfarrers. Er besuchte von 1798 bis 1804 die Schulen von Luckau und Lübbenau. Anschließend nahm er ein Studium der Medizin an der Universität Leipzig auf. Das Studium schloss er vorerst 1808 mit einem sehr guten Examen ab, worauf er eine Assistentenstelle an der Universität bekam. 1811 wurde er mit der Dissertation Observationem febris intermittentis complicatae una cum episcrisi exhibens zum Dr. med. promoviert und noch im selben Jahr habilitiert. Er nahm die Lehre als Privatdozent auf.
Puchelt eröffnete 1812 eine Poliklinik in Leipzig. Außerdem war er Armenarzt in der Armenanstalt Leipzig. Von 1814 bis zu seinem Weggang 1824 war er daneben Kustos des Gehler'schen Teiles der Universitätsbibliothek Leipzig. 1815 erhielt er eine Stellung als außerordentlicher Professor der Pathologie, 1820 als ordentlicher Professor der Leipziger Universität.
Puchelt folgte 1824 einem Ruf als ordentlicher Professor der Pathologie an die Universität Heidelberg. Er erhielt zudem die Ernennung zum badischen Hofrat sowie zum Direktor der Poliklinik Heidelberg. Hier machte er sich bei der Reorganisation der medizinischen Ausbildung verdient und stärkte den Ausbau der medizinischen Hilfswissenschaften. Puchelt wurde 1838 zum Geheimen Hofrat ernannt und hatte 1828/1839 sowie 1850/1851 das Rektorat der Heidelberger Universität inne.
Puchelt prägte 1829 die Bezeichnung Perityphlitis in der Annahme, dass die Entzündung im rechten Unterbauch bei einer Appendizitis von der Blinddarmmukosa ausgehe.
Eine Augenentzündung, die zur Erblindung führte, zwang Puchelt im Jahre 1852 zur Niederlegung seiner Ämter.
Der Jurist Ernst Sigismund Puchelt war sein Sohn.

## Werke (Auswahl)
Puchelt war Mitherausgeber und regelmäßiger Autor der Heidelberger klinischen Annalen. Darüber hinaus veröffentlichte er mehrere Monographien und Übersetzungen, darunter:
eigene Werke
- Das Venensystem in seinen krankhaften Verhältnissen, Brockhaus, Leipzig 1818 (Digitalisat).
- Über die Homöopathie, De Gruyter, Berlin 1820.
- Beiträge zur Medicin als Wissenschaft und Kunst, Brockhaus, Leipzig 1823 (Digitalisat).
- De carditide infantum commentarius, H. F. Hartmann, Leipzig 1824 (Digitalisat).
- Das System der Medicin in Umrissen dargestellt, 5 Bände, Mohr, Heidelberg 1826–1832.
- Die Hautkrankheiten in tabellarischer Form, Mohr, Heidelberg 1836 (Digitalisat).
- Oratio de prohibendis et exstinguendis, quibusdam morborum causis, Heidelbergae observatis, Heidelberg 1838 (Digitalisat).

als Übersetzer
- Joseph Capuron (1767–1850). Abhandlung über die Krankheiten der Kinder, J. Sühring, Leipzig 1821 (Digitalisat) (Nach der zweiten Auflage, Paris 1820 (Digitalisat)).